# Чюя Накахара
Чюя Накахара (яп. 中原 中也, латиніз.: Nakahara Chūya; 29 квітня 1907— 22 жовтня 1937) — при народженні Чюя Кашімура (柏村 中也, Kashimura Chūya), був японським поетом, активним у ранній період Сьова. Спочатку сформований дадаїзмом та іншими формами європейської (переважно французької) експериментальної поезії, він був одним із провідних оновлювачів японської поезії.  Хоча він помер у віці 30 років, він написав понад 350 віршів за своє життя.  Багато хто називав його «японським Рембо» за його спорідненість із французьким поетом, чиї вірші він переклав у 1934 році.
Чюя був невисокого зросту За підрахунками його ріст становив 156.7см (Спираючись на цитату Анго Сакагучі з "Після випивки" (яп. - "酒のあとさき") - "Він [Чюя] маленький, близько 4 шаку та 7 сонцю, а я великий, тому він боїться до мене підходити" (оригінал - 四尺七寸ぐらゐの小男で私が大男だから怖れて近づかず). Також Чюя обожнював дітей.

## Ранній період життя

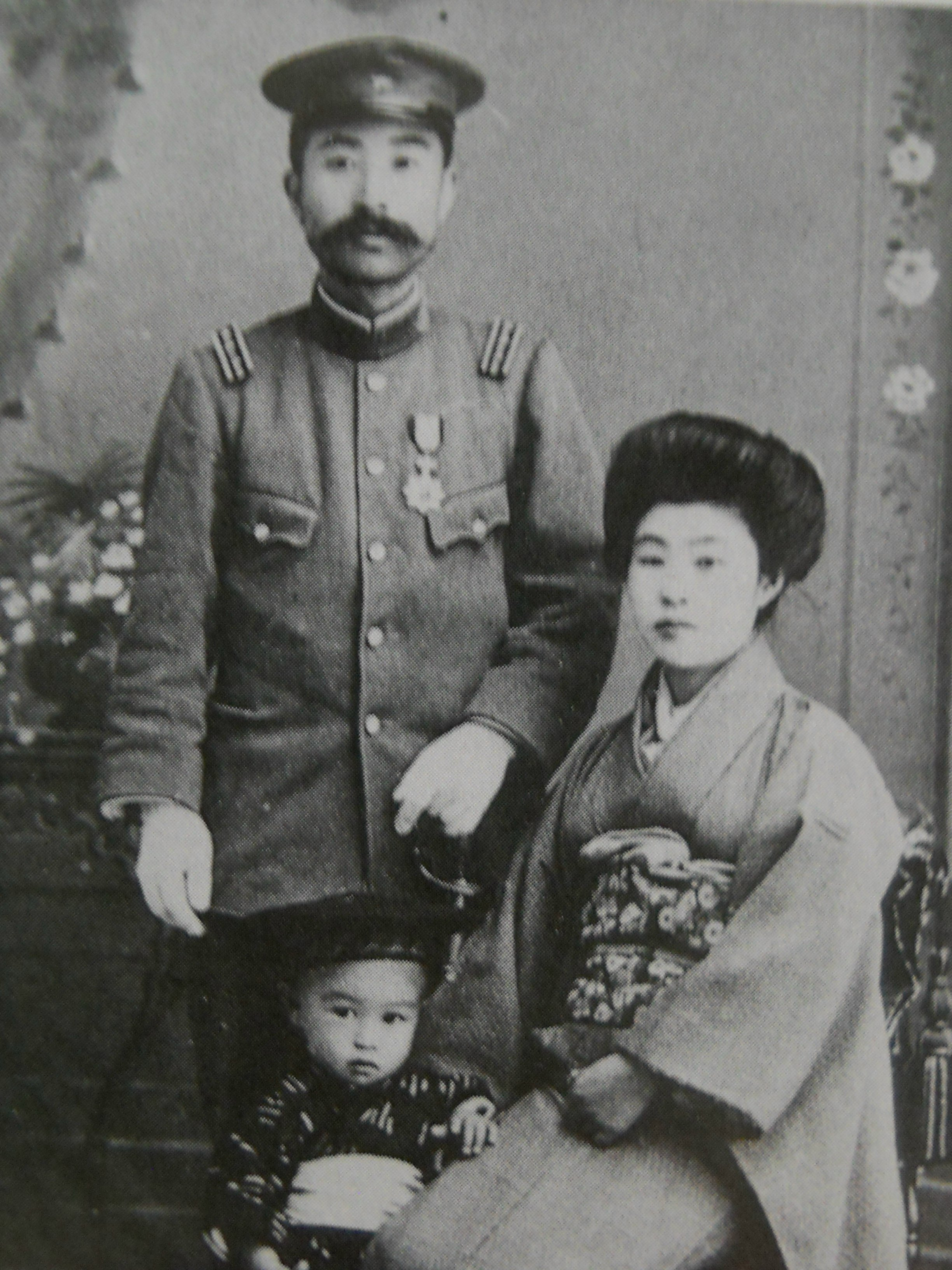
Чюя з його батьками

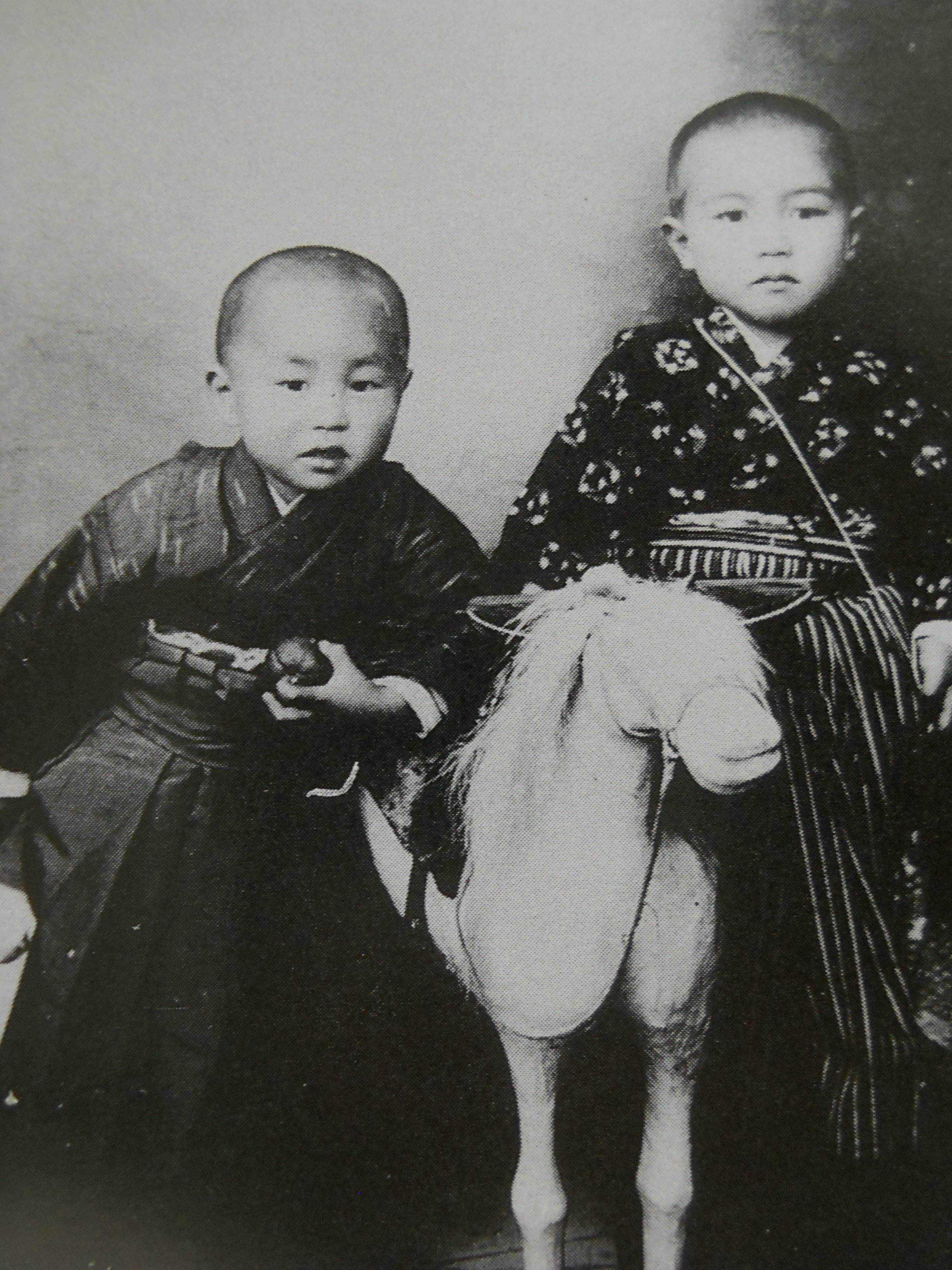
Чюя (справа) і брат (зліва)

Чюя Накахара народився в Ямаґуті, де його батько, Кенсуке Кашімура, був високопоставленим армійським лікарем. Кенсуке одружився з Фуку Накахара. Оскільки його батьки не мали дітей протягом шести років шлюбу, вони були в захваті від народження свого першого сина і святкували цю подію три дні. Незабаром Кенсуке був прийнятий сім'єю Накахара після народження Чюї, офіційно змінивши його прізвище на Накахара. Кенсуке та Фуку Накахара мали п’ятьох синів, окрім Чюї
У перші роки життя Накахари його батька відправили до Хіросіми і Канадзави, куди поїхала і сім’я, повернувшись до Ямаґуті лише в 1914 році. У 1917 році Кенсуке заснував власну клініку в місці, де зараз знаходиться меморіальний зал Накахари Чюї.

## Освіта і літературні початки
Чюя, як первісток, з одного боку, був розпещений батьками і в дорослому віці часто користувався допомогою сім'ї, з іншого боку, йому доводилося стикатися з високими очікуваннями та покараннями батьків.
Від нього вимагали стати лікарем, як і його батько. Таким чином, Накахара проходив інтенсивну освіту, через що йому було важко насолоджуватися дитинством. Кенсуке заборонив своєму синові грати з дітьми іншого класу, побоюючись їх морального впливу на дитину. На відміну від своїх молодших братів, Чюї не дозволяли купатися в річці, тому що його батьки боялися, що він потоне.
У підлітковому віці його жорстоко карали; він часто був змушений стояти прямо обличчям до стіни. За кожний раптовий рух його обпікали вуглинком сигарети. Найбільшим покаранням було замикання в коморі на сон. Чюю карали таким чином частіше, ніж інших дітей у родині. Це мало підготувати його піти стопами батька і стати главою сім’ї. Незважаючи ні на що, Чюя вважав дитинство гарним часом, про що він пізніше згадував у своїх творах, згадуючи про дитяче щастя.
Будучи учнем початкової школи, Накахара мав відмінні оцінки, і його називали вундеркіндом. Саме смерть його молодшого брата Цугуро в 1915 році, коли йому було 8 років, пробудила його до літератури. Охоплений горем, він почав писати вірші. Він подав свої перші три вірші до жіночого журналу та місцевої газети в 1920 році, коли він ще був у початковій школі. Того ж року він з блискучими результатами склав вступний іспит до середньої школи Ямаґуті. Навчаючись у школі, він разом із друзями створив колекцію танаки під назвою Sugurono. Саме з цього моменту він почав бунтувати проти суворості свого батька.  Він більше не вчився, і його оцінки почали падати, оскільки він все більше захоплювався літературою.
Кенсуке дуже боявся впливу літератури на сина, хоча сам писав для газет, як Морі Оґай, якому він прагнув наслідувати.
Одного разу, знайшовши захований Чюєю художній твір, батько суворо вилаяв його і знову замкнув у коморі. Приблизно в цей час Накахара також почав пити і курити, через що його оцінки стали ще гірше.
У 1923 році він не склав іспит на третій курс. Кажуть, що Накахара запросив друга до своєї кімнати, розірвав аркуш із відповідями та скандував «ура». Здається, провал був навмисний. Поки він не підвів батьків, Чюя повинен був залишатися під їх суворим наглядом. З іншого боку, Кенсуке сприйняв цю новину з повним шоком через те, що означало для нього глибоке приниження. Холодної березневої ночі він знову вдався до того, щоб вдарити свого сина і тримати його в сараї. Незважаючи на це, Накахара наполіг на тому, щоб не повертатися до цієї школи. Кульмінацією цього стала поразка його батька, що зрештою призвело до вибачень за його «освітню політику». У світлі цих подій його перевели до приватної школи Ritsumeikan Middle School у Кіото, де Накахара починає жити самотньо, але до кінця своїх днів за рахунок сім’ї.
У Кіото він почав писати вірші в менш структурованому, більш сучасному стилі.
Він знайшов багато джерел натхнення, які зрештою сформували його як поета. Він прочитав «Божественну комедію» Данте в перекладі, а потім натрапив на дадаїстську поезію Шінкічі Такахасі в комісійному магазині, що його зворушило.
Дадаїзм став частиною його поетичного та життєвого стилю. У поетичній біографії він писав: з 1923 року по жовтень 1933 року я щодня ходив гуляти. Вночі читав, вранці спав, опівдні вставав, а потім гуляв до півночі.
Накахара отримав прізвисько «Дада-сан». Восени того ж року Чюя познайомився та подружився (через одного зі своїх учителів) з поетом Томінаго Таро. Томінага познайомив його з творчістю Бодлера, Рембо та Верлена. У поезії Накахари помітний вплив творів французьких символістів (читаних спочатку в перекладах, а потім в оригіналі). Його творчість стає більш музичною, нагадує твори Верлена. Приклад Томінаги вплинув на рішення Чюї залишити школу в березні 1925 року без диплома.
Чюя познайомився з актрисою Ясуко Хасегава, яка на три роки старша за нього. У квітні 1924 року вони стали жити разом. Чюя і Ясуко, яка мріяла стати кінозіркою, вирішили поїхати за Томінагаю в Токіо під приводом навчання в місцевому університеті. Накахара не зміг скласти іспит через відсутність документів або запізнення, а сім'я вимагала від нього навчання, тому він пішов у підготовчу школу. У 1926 році, кинувши підготовчий курс, про що не повідомили його батьків, Чюя почав вивчати французьку мову у Athénée Français.

## Літературна кар'єра і пізні роки
Його вірші вважалися дещо незрозумілими, сповідальними і справляли загальне враження болю та меланхолії — емоцій, які були постійними протягом усього життя поета.
Спочатку Накахара віддавав перевагу поезії в японському традиційному форматі танка, але пізніше (у підлітковому віці) його привабили сучасні стилі вільного вірша, які пропагували поет-дадаїст Такахаші Шінкічі і Томінага Таро. Після того, як він переїхав до Токіо, він познайомився з Кавакамі Тецутаро і Шохеєм Оокою, з якими він почав видавати поетичний журнал Hakuchigun (Група ідіотів). Він подружився з впливовим літературним критиком Кобаясі Хідео, який познайомив його з французькими поетами-символістами Артюром Рембо та Полем Верленом, чиї вірші він перекладав японською мовою. Вплив Рембо вийшов за межі лише його поезії, і Накахара став відомий своїм «богемним» способом життя.
Ранній інтерес Чюї до танка вплинув на його пізніші вірші, багато з яких були написані з п’яти чи семи складів,  але поет часто змінював ритм і вводив варіації для ритмічного, музичного ефекту. Кілька його віршів використовувалися як тексти пісень, тому цей музичний ефект, можливо, був ретельно прорахований із самого початку.
Твори Чюї були відхилені багатьма видавцями, і він знайшов визнання в основному в менших літературних журналах, включаючи Yamamayu, який він заснував разом з Хідео Кобаясі (хоча іноді Шікі та Бунгакукай схилялися до публікації одного з його творів).
У листопаді 1925 року Ясуко Хасегава покинула Накахару і замість цього пішла жити до Кобаясі Хідео. Незважаючи на це, Накахара не перестав дружити з ним до кінця життя. Цей момент, однак, був дуже важливим у житті поета, адже біль втрати першого кохання супроводжував його все життя. Ця подія сталася відразу після втрати його друга Томінаги. Спочатку він регулярно дзвонив Кобайсі і Ясуко, поки вони не втекли від його наполегливих спроб підтримувати зв'язок з Камакурою.
Накахара жив на сімейні гроші. Коли він заводив нове знайомство, він мав звичку переїжджати до друга і постійно відвідувати його. Його колеги часто втрачали терпець через його суперечливість, егоїзм і ексцентричну, дадаїстичну поведінку, і вони розривали з ним стосунки. Накахара міг бути чарівним, коли був з ними наодинці, але в групах із трьох і більше він ставав владним. Як алкоголік, він був схильний передбачати бійки. Незважаючи на те, що він був невисокого зросту та тонкої статури, його зазвичай боялися найбільше.
У грудні 1927 року через Квакамі Накахара познайомився з музичною групою Suruya та композитором Сабуро Морої, який згодом адаптував багато творів Накахари, таких як Аса но Ута (朝の歌, Ранкова пісня ) і Рінджу (臨終, Смертельне ложе ). У травні того ж року Кобаяші розірвав стосунки з Ясуко. Накахара намагався її повернути, але знову отримав відмову. Того ж року у стані алкогольного сп’яніння він розбив світло у дверях квартири чиновника. Його закрили на митниці протягом двох тижнів, через що у нього виник хронічний страх перед поліцією.
У квітні 1931 року Чюю було прийнято до Токійського коледжу іноземних мов у Канді для вивчення французької мови. Навчався до березня 1933 року. Планував поїхати до Франції, але відмовився від неї через тугу за Ясуко.
У грудні 1930 року Ясуко, яка вступила в нові стосунки після відходу Кобайші, народила дитину, яку Накахара відчував як свою рідну. Він поводився з ним як хрещений батько.
Інший брат Накахари, Кодзо, помер у 1931 році.
У квітні 1932 року Накахара почав редагувати першу збірку віршів «Tagi no Uta» ( «Козині пісні») з 44 піснями, написаними між 1924 і 1930 роками, 10 з яких раніше були опубліковані в різних журналах. Назва, можливо, була натхненна тим фактом, що Накахара народився в рік Вівці, і він також відчував зв'язок з козами та вівцями через своє маленьке підборіддя та гострі вуха. Жоден видавець не оцінив його роботу настільки високо, щоб підтримати публікацію, тому Накахара почав думати про самовидавництво віршів.
У грудні 1933 року Накахара одружився з Такако Уено, далекою родичкою. Їхній перший син Фумія народився в жовтні 1934 року і помер у листопаді 1936 року від туберкульозу, що призвело до нервового зриву у Чюї. Він так і не одужав повністю, навіть після народження другого сина в грудні 1936 року. Багато з його пізніших віршів, здається, є спогадом про мертву дитину та спробою полегшити біль від його втрати. “Spring will come again” — сумний твір; у «Spring Day's Caprice» ліричний суб’єкт сумує й пише, щоб жити не надто радісно й не надто сумно, у правильному темпі. Вірші “Moonlight” та “Frogs' Voices” складені у рік смерті сина.

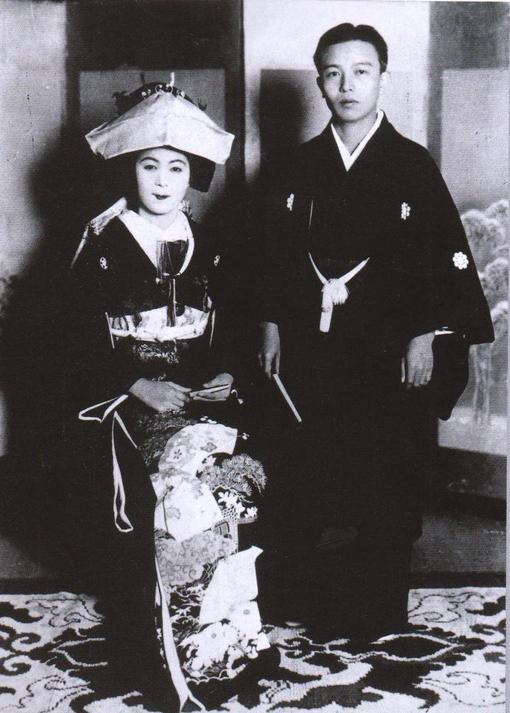
Шлюб Накахари Чюї і Танако Уено в 1933 році

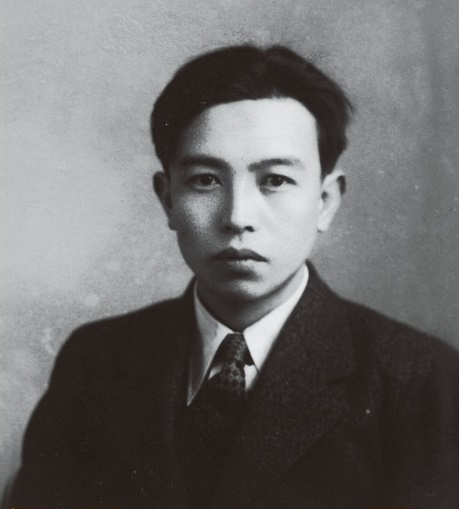
Накахара Чюя в 1936 році

У січні 1937 року Накахара був госпіталізований в санаторій Тіба. У лютому його звільнили та перевели до Камакури, оскільки він не міг продовжувати жити в будинку, який нагадував йому про його першого сина. Він залишив багато робіт у Кобаясі та планував повернутися до свого рідного міста Ямаґучі.
У травні 1937 він опублікував «Kasuga Kyoso» в «Bungakukai», який починається словами «Коли хтось, кого ти любиш, помирає, ти повинен покінчити життя самогубством». У липні такі друзі, як Хідео Кобаясі та Тацудзі Мійосі, почали говорити про видання другої збірки віршів. Однак Чюя думав повернутися до Ямаґучі, щоб відпочити духом і тілом.
У вересні він поскаржився на біль у середньому пальці лівої руки та діагностував подагру. 15 вересня Нода Шобо опублікувала перекладну збірку віршів «Вірші Рембо», яка добре розійшлася. 23 числа Чюя закінчив чистий примірник рукопису «Пісні минулого» і наступного дня передав його Хідео Кобаясі. Його фізичний стан, який був поганим з літа, погіршився, і коли він відвідав Йошіхіро Ясухару в Йокогамі 4 жовтня, Накахара поскаржився на головний біль і порушення зору. Йому було важко ходити, тому довелося ходити з палицею. 5 жовтня він знепритомнів на площі перед станцією Камакура і наступного дня був госпіталізований до Камакура (нині лікарня Кійокава). Була підозра на пухлину головного мозку, згодом був діагнозований гострий менінгіт (сьогодні відомий як туберкульозний менінгіт). 15 жовтня, коли Фуку і Широ прибігли, він уже був без свідомості. Кобаясі, який викладав в університеті Мейдзі, скасував заняття на тиждень і пішов у лікарняну палату Чюї. Тецутаро Кавакамі щодня добирався з Токіо до лікарні. Помер у лікарні о 0:10 ранку 22 жовтня. Це була мирна смерть без страждань. Поминки відбулися в його домі 22 і 23 числа, а 24 числа його кремували в храмі Сейкоша в Коцубо, Дзуші-чо, після похоронної церемонії в головному залі храму Джуфукудзі. Майже через місяць після похорону прах був похований на кладовищі Кьодзука біля річки Кісікі, про яку оспівано в «Одній казці». 
Незабаром від тієї ж хвороби помер його другий син. Могила Чюї знаходиться в його рідному місті Ямаґучі. Це та сама сімейна могила, яка фігурує в його незбірній поемі «Цикади» (蟬, Semi). У квітні того ж року у видавництві Sogensha вийшли «Пісні минулих часів»(在りし日の歌).

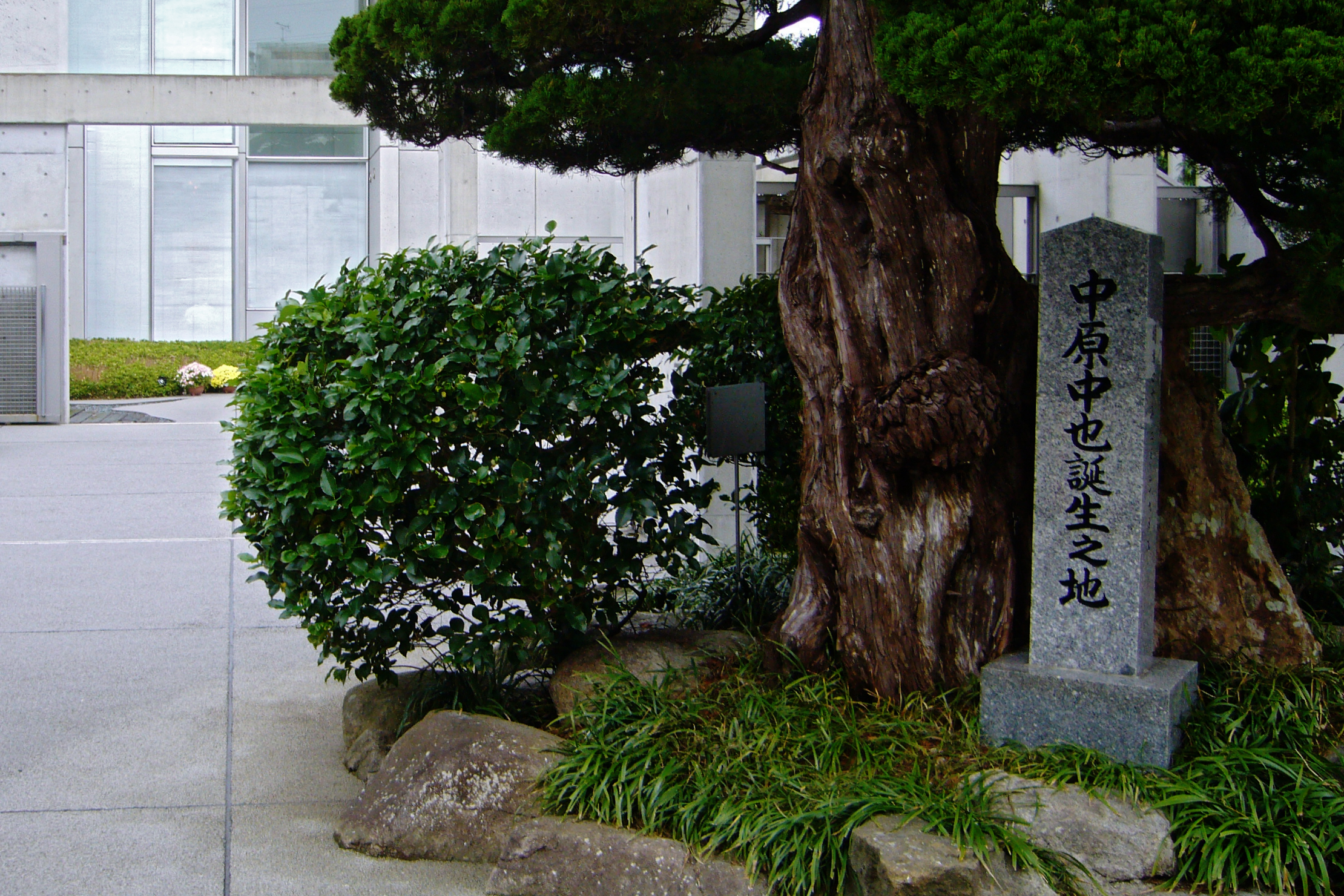
Меморіальний зал Чюї Накахари. © 2006 Oilstreet

## Спадщина
Накахара мав тенденцію вплітати у свої роботи абстрактні елементи чи безглузді звуки, майже завжди з наміром викликати емоційний чи естетичний зв’язок чи асоціацію. Він не враховував суб'єктивність своїх творів.
Лише одна з його поетичних антологій «Yagi no Uta» (山羊の歌, «Goat Songsі», 1934) була опублікована за його життя (самофінансованим тиражем у двісті примірників). Він відредагував другу збірку, Arishi Hi no Uta (在りし日の歌, «Songs of Bygone Days», 1938) безпосередньо перед своєю смертю. За життя Накахара не був зарахований до основних поетів. Після Другої світової війни інтерес до поета зріс. Сьогодні він вважається одним із найкращих японських поетів ХХ століття. Емоційність і ліричність його віршів має широке й все більше прихильників і донині, особливо серед молоді. Зараз Накахара є предметом вивчення в японських школах, і його портрет у капелюсі з пустим поглядом добре відомий. Кобаясі Хідео, якому Накахара довірив рукопис Arishi Hi no Uta на смертному одрі, відповідав за посмертну рекламу його творів. Оока Шохей займався збором і редагуванням Повного зібрання творів Накахари Чюї, збірки, що містить незібрані вірші поета, його щоденники та багато листів.
Літературна нагорода, премія Накахари Чюї, була заснована в 1996 році містом Ямаґучі (за підтримки видавців Seidosha та Kadokawa Shoten) імені Чюї. Нагорода присуджується щорічно видатній збірці сучасної поезії, яка характеризується «свіжою чутливістю» (shinsen na kankaku). Переможець отримує грошову нагороду в розмірі 1 мільйона ієн, і протягом кількох років збірка-переможець також була видана в англійському перекладі, але в останні роки адміністрація премії припинила перекладати переможця.
Есід-фолк-співак Кадзукі Томокава записав два альбоми під назвою "Ore no Uchide Nariymanai Uta" та "Nakahara Chuya Sakuhinnshu", використовуючи вірші Накахари, як тексти пісен.

## Його образ в сучасній культурі
Персонаж на ім'я Чюя Накахара з'являється в манзі Bungou Stray Dogs , написаній Кафкою Асаґірі та проілюстрований в однойменному аніме Санго Харукави. Персонаж навіяний зовнішністю та вдачею поета.
Також персонаж з таким іменем є в комп’ютерній грі Bungo and Alchemist, яку екранізували в аніме під назвою Bungou to Alchemist: Shinpan no Haguruma.
Що в Bungou Stray Dogs - Stray Lineraty, що в Bungou to Alchemist: Shipan no Haguruma, Чюя носить капелюха і має невисокий зріст (160 см і 157 см відповідно) і хуліганський характер, схильний до насильства; у Bungou Stray Dogs колекціонує вино, а в Bungou to Alchemist: Shipan no Haguruma полюбляє пити саке.

## Вибрані вірші
Накахара Чюя, Вірші минулих днів (Arishi hi no uta), 2005, ISBN  1-928948-08-1
Накахара Чюя, Вірші Кози, 2002, ISBN 1-928948-08-1, ISBN  1-928948-04-9
Накахара Чюя, Вірші Накахара Чюї, 1993, ISBN  978-0852442555
Курахаші Кенічі. Shinso no jojo: Miyazawa Kenji to Nakahara Chuya (Miyazawa Kenji ron sosho), Yadate Shuppan, 1992, ISBN  4-946350-02-0
Shohei Ooka, Nakahara Chuya, Kodansha 1989, ISBN  4-06-196037-7

## Переклади українською
У кінці 2022 року в Україні стало можливим познайомитися з творчістю японського поета українською. Видавництво «BIMBA» випустило збірку віршів під назвою «Заплямований смуток». Ця подія викликала жвавий інтерес серед читачів, оскільки творчість поета завжди вражала глибиною та виразністю. Реліз цієї книги є важливою подією для української поетичної сцени та підкреслює популярність Накахари Чюї серед української аудиторії.

## Дивитися також
- Японська література

## Зовнішні посилання
Nakahara Chūya Memorial Museum in Yamaguchi (японський сайт)

e-texts of Chūya's works at Aozora bunko (японський сайт)

Nakahara Chuya

Works by or about Chūya Nakahara at Internet Archive

Works by Chūya Nakahara at LibriVox (аудіокниги загального використання)